# BTR-T
BTR-T je ruský těžký obrněný transportér, postavený na podvozku tanku T-55. Byl zkonstruován v 90. letech 20. století, kdy se v souvislosti s čečenskou válkou ukázala potřeba dobře chráněných transportérů. Vzhledem k tomu, že Rusko disponovalo zastarávajícími tanky T-55, bylo rozhodnuto o využití jejich podvozků na těžké obrněné transportéry.
Hlavním znakem transportérů BTR-T je nízká silueta a malá věž, na kterou mohou být umístěny různé druhy zbraní. Základní verze má kanón 2A42 ráže 30 mm a odpalovací zařízení pro rakety Konkurs. Stroj je vybaven zadýmovacími granátomety. Další možností výzbroje je 30mm dvojhlavňový automatický kanón 2A38, či protiletadlový kulomet NSV ráže 12,7 mm. Osádku tvoří dva členové osádky a pět vojáků výsadku.